# Bezetting van The Who

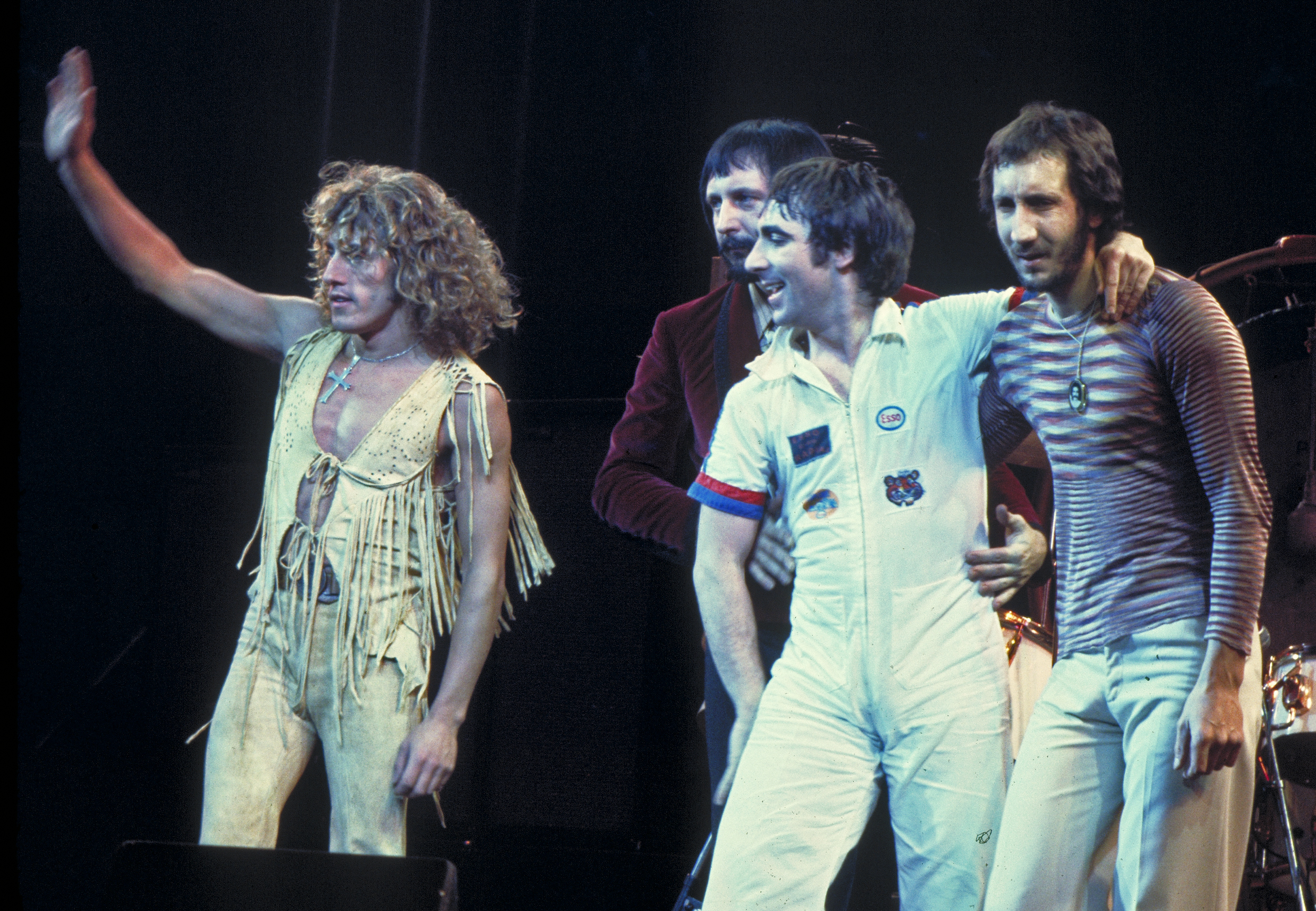
The Who in 1975

Deze pagina bevat een lijst met alle leden die de Engelse rockband The Who in de afgelopen jaren gehad heeft. Weergegeven worden de verschillende bezettingen in de tours en de line-ups die een deel van de band zijn geweest.

## Personeel

### Toegevoegdebig band-leden
| The 25th Anniversary tour (1989) - Jody Linscott – Percussie - Simon Clarke – Hoorn - Roddy Lorimer - Hoorn - Simon Gardner – Trompet - Neil Sidwell – Trombone - Tim Saunders – Saxofoon - Chyna Gordon - Achtergrondzang - Cleveland Watkiss - Achtergrondzang - Billy Nicholls - Achtergrondzang, dirigent | The Quadrophenia tour (1996 - 1997) - Jon Carin – Tweede keyboard - Jody Linscott - Percussie - Dennis Farias - Hoorn - Nick Lane - Hoorn - Roy Wiegand - Hoorn - Simon Gardner - Trompet - Neil Sidwell - Trombone - Billy Nicholls - Achtergrondzang, dirigent |

## Volledig gedetailleerde tijdlijn
| The Detours (1962 - januari 1963)                                                                   | - Colin Dawson - leadzanger - Roger Daltrey - leadgitaar, zang - Pete Townshend - rhythmgitaar, zang - John Entwistle - basgitaar, zang - Doug Sandom - drums |
| The Detours (januari 1963 - december 1963)                                                          | - Gabby Connolly - leadzanger - Roger Daltrey - leadgitaar, zang - Pete Townshend - rhythmgitarist, zang - John Entwistle - basgitaar, zang - Doug Sandom - drums |
| The Detours (december 1963 - februari 1964) The Who (februari 1964 - april 1964)                    | - Roger Daltrey - leadzanger, harmonica - Pete Townshend - elektrische gitaar, zang - John Entwistle - basgitaar, zang - Doug Sandom - drums |
| The Who (april 1964 - september 1978)                                                               | - Roger Daltrey - leadzanger, harmonica - Pete Townshend - elektrische gitaar, zang - John Entwistle - basgitaar, zang - Keith Moon - drums |
| Keith Moon overlijdt (7 september 1978)                                                             | |
| The Who Face Dances Tour (1979 - 1981)                                                              | - Roger Daltrey - leadzanger, harmonica - Pete Townshend - elektrische gitaar, zang - John Entwistle - basgitaar, zang - Kenney Jones - drums met - John "Rabbit" Bundrick - keyboard |
| The Who It's Hard Tour (1982)                                                                       | - Roger Daltrey - leadzanger, harmonica - Pete Townshend - elektrische gitaar, zang - John Entwistle - basgitaar, zang - Kenney Jones - drums met - Tim Gorman - keyboard |
| Pauze (1983 - 1988)                                                                                 | |
| Eenmalige optredens voor Live Aid (1985) en de Rock and Roll Hall of Fame Induction Ceremony (1988) | - Roger Daltrey - leadzanger, elektrische gitaar, harmonica - Pete Townshend - elektrische gitaar, zang - John Entwistle - basgitaar, zang - Kenney Jones - drums met - John "Rabbit" Bundrick - keyboard |
| The Who 25th Anniversary Tour (1989)                                                                | - Roger Daltrey - leadzanger, elektrische gitaar, harmonica - Pete Townshend - elektrische gitaar, zang - John Entwistle - basgitaar, zang met - Simon Phillips - drums - John "Rabbit" Bundrick - keyboard - Steve "Boltz" Bolton - leadgitaar - Jody Linscott - percussie - Simon Clarke - hoorn - Roddy Lorimer - hoorn - Simon Gardner - trompet - Neil Sidwell - trombone - Tim Saunders - saxofoon - Chyna Gordon - achtergrondkoor - Cleveland Watkiss - achtergrondkoor - Billy Nicholls - achtergrondkoor, dirigent |
| Pauze (1990 - 1995)                                                                                 | |
| The Who Quadrophenia Tour (1996 - 1997)                                                             | - Roger Daltrey - leadzanger, harmonica - Pete Townshend - elektrische gitaar, zang - John Entwistle - basgitaar, zang met - John "Rabbit" Bundrick - hammondorgel - Zak Starkey - drums - Jon Carin - keyboard - Simon Townshend - elektrische gitaar, zang - Jody Linscott - percussie - Dennis Farias - hoorn - Nick Lane - hoorn - Roy Wiegand - hoorn - Simon Gardner - trompet - Neil Sidwell - trombone - Billy Nicholls - achtergrondkoor, dirigent                                                                  |
| The Who (1999 - juni 2002)                                                                          | - Roger Daltrey - leadzanger, akoestische gitaar, harmonica - Pete Townshend - elektrische gitaar, zang - John Entwistle - basgitaar, zang met - John "Rabbit" Bundrick - keyboard - Zak Starkey - drums |
| John Entwistle overlijdt (27 juni 2002)                                                             | |
| The Who (juli 2002 - oktober 2006)                                                                  | - Roger Daltrey - leadzanger, akoestische gitaar, harmonica - Pete Townshend - elektrische gitaar, zang met - John "Rabbit" Bundrick - keyboard - Pino Palladino - basgitaar - Zak Starkey - drums - Simon Townshend - elektrische gitaar, achtergrondzang |
| The Who Endless Wire Tour (oktober 2006 - december 2006)                                            | - Roger Daltrey - leadzanger, akoestische gitaar, harmonica - Pete Townshend - elektrische gitaar, zang met - Zak Starkey - drums - Pino Palladino - basgitaar - Simon Townshend - elektrische gitaar, achtergrondzang - Brian Kehew - keyboard |
| The Who Endless Wire Tour (december 2006 - heden)                                                   | - Roger Daltrey - leadzanger, akoestische gitaar, harmonica - Pete Townshend - elektrische gitaar, zang met - John "Rabbit" Bundrick - keyboard - Pino Palladino - basgitaar - Zak Starkey - drums - Simon Townshend - elektrische gitaar, achtergrondzang |